# Antigone (Phthie)
Pour les articles homonymes, voir Antigone.
Dans la mythologie grecque, Antigone (en grec ancien Ἀντιγόνη / Antigónê) est la fille d'Eurytion, roi de Phthie, et la première épouse de Pélée, avec qui elle a une fille, Polydora (de).

## Mythe
Antigone est la fille d'Eurytion, roi de Phthie. Il accueille Pélée, exilé d'Égine par Éaque pour l'assassinat de Phocos, et le purifie de son crime[réf. souhaitée]. Il lui donne également sa fille, Antigone, en mariage, ainsi qu'un tiers de son royaume[réf. souhaitée]. Ils ont ensemble une fille, Polydora (de).
Lors de la chasse au sanglier de Calydon, auxquels ils prennent part, Pélée tue accidentellement Eurytion. Il se réfugie à Iolcos, où Astydamie, la femme du roi Acaste, tomba amoureuse de lui. Elle envoie à Antigone un message, faisant croire au mariage de Pélée et Stéropé (de), la fille du couple royal. Antigone se pend alors.